# IOS 12
iOS 12 je dvanácté hlavní vydání mobilního operačního systému iOS, který vyvíjí společnost Apple. Systém byl oficiálně představen 4. června 2018 na konferenci WWDC a veřejně vydán 17. září 2018. Vizuálně se podobá předchozí verzi iOS 11, ale zaměřuje se více na výkon, stabilitu, bezpečnostní aktualizace a optimalizaci výdrže baterie než na zcela nové funkce.
Byl posledním vydáním systému iOS pro iPad, než Apple v roce 2019 rozdělil platformu na iOS pro iPhone a iPadOS pro iPad. 
Podpora systému iOS 12 trvala více než čtyři roky – až do 23. ledna 2023, kdy byla vydána poslední aktualizace iOS 12.5.7. Tato aktualizace byla určena pro starší zařízení, která nepodporují novější verze systému iOS (například iPhone 5S nebo iPad Air 1. generace).

## Historie

### Úvod a počáteční vydání
iOS 12 představil Craig Federighi na konferenci Apple Worldwide Developers 4. června 2018. První vývojářská beta verze byla vydána po této konferenci. Veřejná beta verze byla spuštěna o tři týdny později, 25. června 2018.

## Systémové funkce

### Výkon
Optimalizace výkonu byla provedena s cílem urychlit běžné úkoly ve všech podporovaných zařízeních iOS. Testy provedené společností Apple na zařízení iPhone 6 Plus ukázaly, že aplikace se spouštějí o 40 procent rychleji, systémová klávesnice se aktivuje o 50 procent rychleji a fotoaparát o 70 procent rychleji.

### Čas na obrazovce
Nová funkce umožňuje uživatelům sledovat, kolik času tráví na svých zařízeních a co dělají. Systém poskytuje zprávy rozdělené do kategorií a časových rámců.

### Zkratky

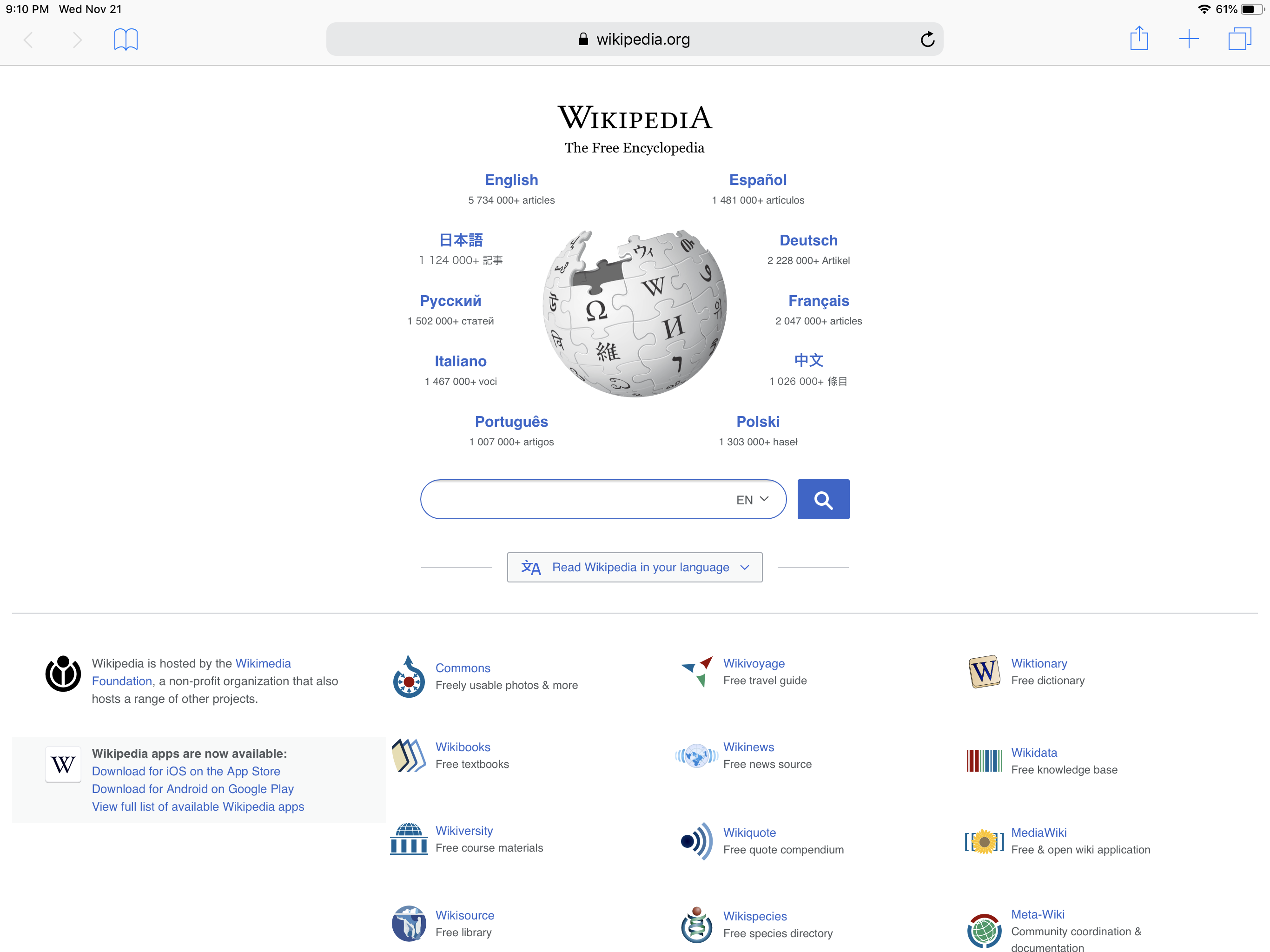
Safari na iOS 12 na iPadu Pro v režimu na šířku

Specializovaná aplikace v systému iOS 12 umožňuje uživatelům nastavit zkratky, automatizované akce, které mohou uživatelé požádat Siri o provedení. Nahradí aplikaci Workflow, kterou společnost Apple získala v březnu 2017.

### ARKit 2
ARKit nyní umožňuje uživatelům sdílet svůj názor s ostatními zařízeními podporovanými iOS 12. ARKit 2 navíc umožňuje plné sledování 2D obrazu a zahrnuje schopnost detekovat 3D objekty.

### CarPlay
Služba CarPlay nyní může spustit navigační aplikace třetích stran.

### iPad
Aplikace hlasových poznámek a akcií jsou nyní k dispozici pro iPady.
Řídicí centrum je opět odděleno od přepínače aplikací na iPadu.

## Funkce aplikací

### Zprávy
Zprávy v iOS 12 představují nový typ přizpůsobitelných Animoji, zvané "Memoji", které uživateli povolují vytvořit jeho 3D postavičku. Apple také přidal Animoji koali, tigra, ducha a T-Rexe.

### FaceTime
FaceTime získal podporu pro Animoji a Memoji.
Aplikace iOS 12.1, vydaná 30. října 2018, přidává schopnost zahrnout až 32 osob do konverzace FaceTime. Tato funkce je podporována pouze u videa v zařízení s čipem Apple A8X nebo Apple A9 nebo novějším; je podporována pouze pro zvuk na iPhone 5, iPhone 6 a iPhone 6 Plus a zcela není k dispozici pro iPad mini 2, iPad mini 3 a iPad Air.

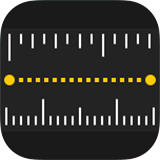
Aplikace Měření

### Měření
Měření je nová nativní AR aplikace, která umožňuje uživateli provádět měření. Pracuje také jako vodováha, která byla původně součástí aplikace Kompas.

### Fotky
Fotky nyní podporují návrhy prostřednictvím části "Pro vás" s doporučením pro sdílení.

### Notifikace
Oznámení jsou nyní seskupena a mají záložku "spravovat", k vypnutí oznámení pro danou aplikaci.

### Nerušit
Nerušit nyní má funkci nazvanou "Nerušit do večera", aby automaticky odesílala oznámení do historie, posílala volání do hlasové schránky (lze ji změnit na oblíbené / opakované volání) a má tmavší obrazovku pro pomoc při spánku. Nicméně, pokud uživatel klepne na obrazovku (nebo když uživatel zmešká čas probuzení), zobrazí se oznámení. Je-li zapnuta funkce Nerušit, zobrazí se nová hláška, že oznámení a hovory budou po aktivování vypnuty.

### Hlasové poznámky a akcie
Aplikace Hlasové poznámky a Akcie jsou nyní i v iPadu. Hlasové poznámky a Akcie byly předesignovány, a jako další byly integrovány Zprávy Apple.

### Apple Books
Aplikace iBooks byla přejmenována na Apple Books a byla obnovena pomocí karty Objevit, Obchod s knihami a více.

### Safari
Safari obdrží aktualizaci Intelligent Tracking Prevention. Ta zahrnuje funkci, která uživateli umožňuje zakázat tlačítka "to se mi líbí" a "sdílet" v sociálních médiích.

### Mapy
Aplikace Apple Mapy byla "přestavěna" tím, že spoléhá na data map první strany namísto použití dat map poskytnutých třetími stranami.

### Klávesové zkratky
Klávesové zkratky je nová funkce v systému iOS 12 s přidruženou aplikací Klávesové zkratky, která umožňuje uživatelům iPhone a Apple Watch používat Siri k procházení vícestupňových rutin. Klávesové zkratky nahrazují předchozí aplikaci Workflow, kterou společnost Apple získala v loňském roce, a je navržena tak, aby umožnila vytvářet vlastní příkazy v Siri, které spouštějí aplikace nebo kombinují řadu akcí podobně jako IFTTT.

## Problémy

### Odesílání zpráv iMessages nesprávným kontaktům
iOS 12 spojuje kontakty, které mají stejné Apple ID do stejné konverzace. To způsobuje určité problémy, protože některé rodiny využívají stejné Apple ID, ale každý člen používá své telefonní číslo nebo e-mail. Výsledkem je, že textové zprávy od těchto různých osob jsou sloučeny do stejné konverzace. Odesílání osobám, které používají sdílené Apple ID, se může nechtěně odeslat na kterékoliv jiné zařízení.

## Podporovaná zařízení
Všechna zařízení, která podporovala iOS 11, podporují i iOS 12:

### iPhone

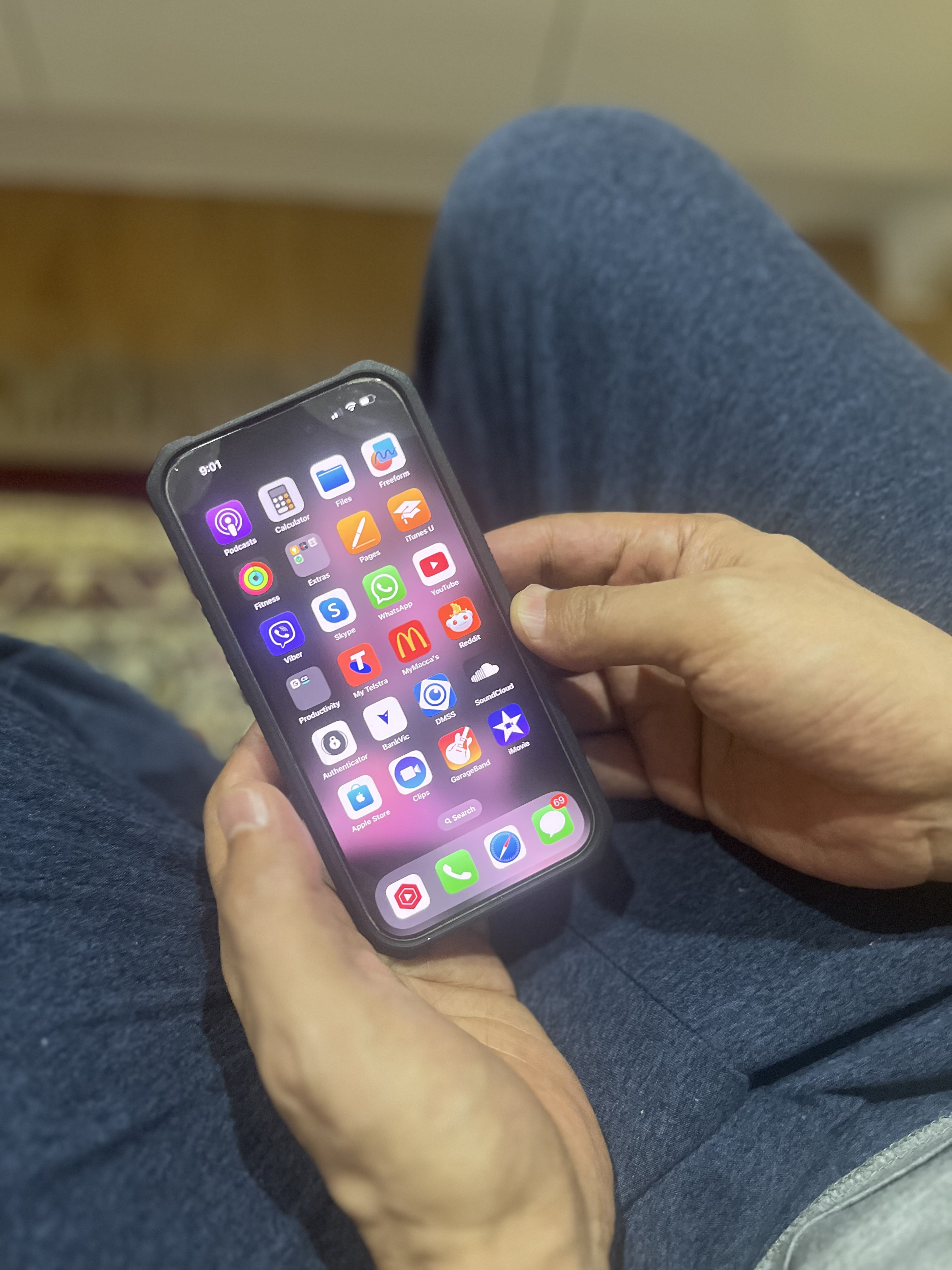
iPhone

- iPhone 5S
- iPhone 6 / 6 Plus
- iPhone 6S / 6S Plus
- iPhone SE (1. generace)
- iPhone 7 / 7 Plus
- iPhone 8 / 8 Plus
- iPhone X
- iPhone XS / XS Max
- iPhone XR

### iPod Touch
- iPod Touch (6. generace)
- iPod Touch (7. generace)

### iPad
- iPad Air (1. generace)
- iPad Air 2
- iPad Air (3. generace)
- iPad (5. generace)
- iPad (6. generace)
- iPad mini 2
- iPad mini 3
- iPad mini 4
- iPad mini (5. generace)
- iPad Pro (9,7")
- iPad Pro (10,5")
- iPad Pro (11" první generace)
- iPad Pro (12,9" první, druhá a třetí generace)

## Historie verzí
| Verze           | Build     | Datum vydání      | Novinky                                                                         | Typ aktualizace          |
| --------------- | --------- | ----------------- | ------------------------------------------------------------------------------- | ------------------------ |
| 12.0            | 16A366    | 17. září 2018     | Úvodní verze, nové funkce (Memoji, Zkratky, Měření), zrychlení systému          | Hlavní vydání            |
| 12.0.1          | 16A404    | 8. října 2018     | Opravy nabíjení a Wi-Fi u iPhonu XS                                             | Oprava chyb              |
| 12.1            | 16B92     | 30. října 2018    | Skupinový FaceTime, eSIM, řízení hloubky v kameře                               | Hlavní aktualizace       |
| 12.1.1          | 16C50     | 5. prosince 2018  | Vylepšení FaceTime, bezpečnostní opravy                                         | Menší aktualizace        |
| 12.1.2          | 16C101    | 17. prosince 2018 | Oprava eSIM a připojení v Turecku                                               | Jen pro iPhone           |
| 12.1.3          | 16D39     | 22. ledna 2019    | Opravy CarPlay, FaceTime a sdílení obrázků                                      | Oprava chyb              |
| 12.1.4          | 16D57     | 7. února 2019     | Oprava chyby špehování přes FaceTime                                            | Bezpečnostní oprava      |
| 12.2            | 16E227    | 25. března 2019   | Apple Zprávy+, nové Animoji, AirPlay, podpora AirPods 2                         | Hlavní aktualizace       |
| 12.3            | 16F156    | 13. května 2019   | Apple TV aplikace, AirPlay 2                                                    | Funkční aktualizace      |
| 12.3.1          | 16F203    | 24. května 2019   | Opravy VoLTE a filtrování zpráv                                                 | Oprava chyb              |
| 12.3.2          | 16F250    | 10. června 2019   | Jen pro iPhone 8 Plus (Portrait režim)                                          | Oprava chyb              |
| 12.4            | 16G77     | 22. července 2019 | Apple Card, přenos dat mezi iPhony                                              | Hlavní aktualizace       |
| 12.4.1 – 12.5.7 | 2019–2023 |                   | Bezpečnostní opravy, podpora Exposure Notification (covid-19), ukončení podpory | Bezpečnostní aktualizace |

## Bezpečnostní chyby a opravy

### Chyba FaceTime
V lednu 2019 byla odhalena závažná chyba ve funkci skupinového FaceTime, která umožňovala volajícímu slyšet a vidět příjemce ještě před tím, než hovor přijal. Apple tuto funkci dočasně deaktivoval na straně serveru a následně vydal opravu v aktualizaci iOS 12.1.4 dne 7. února 2019.

### Aktualizace 12.5: Exposure Notification API
V prosinci 2020 přidal Apple do iOS 12.5 podporu pro Exposure Notification API, systém pro sledování kontaktů v souvislosti s pandemií COVID-19. Tato funkce byla určena pro zařízení, která nepodporují novější verze systému iOS.

### Ověřování hardwarových komponent
Od verze iOS 12 systém ověřuje původ komponent (např. displej, baterie) při startu zařízení. V případě, že je detekována neoriginální součástka, zobrazí se upozornění a některé funkce (např. informace o stavu baterie) nemusí být dostupné.